# Kafir
Kafir (av arabiska كافر kāfir, aktiv particip av kāfara, som betyder "att dölja", "ej vilja tro på", "förneka"; plural kuffar) innebär inom islam "en som förnekar sanningen", otrogen eller icke-muslim.
Kafir är den allmänna benämningen på var och en som förnekar Muhammeds profetiska budskap och Koranens gudomliga ursprung samt på en person som inte bekänner sig till islam, särskilt de kristna och judarna. Kuffar är en ytterst nedsättande arabisk benämning på icke-muslimer.
Ordet kafir har i turkiskan genom flera mellanformer (kiafer, giaver) givit upphov till skymfordet giaur. Muslimerna på ön Zanzibar använde ordet kafir för sina grannar, de svarta i nuvarande Tanzania och ur benämningen bildades kaffer, vilket anses nedsättande för en färgad person i Sydafrika. "De otrogna", kafirerna, gav namn åt området Kafiristan i nordöstra Afghanistan, numera Nurestan.
Enligt islamisk lag var utländska kafirer per definition lagliga för muslimer att ta som slavar, eftersom icke muslimska krigsfångar enligt islam var legitima mål för slaveri inom islam; och alla icke-muslimer som inte levde som dhimmi i ett muslimskt rike, var att räkna som fiender, eftersom den den muslimska världen (dar al-Islam) ansågs befinna sig i ett konstant krigstillstånd med den icke-muslimska världen (Dar al-harb).